# Beleg van Maastricht (1267)
Het Beleg van Maastricht van 1267 was een belegering van de tweeherige stad Maastricht door de gecombineerde legers van de prins-bisschop van Luik en de graaf van Gelre. De belegering was onderdeel van de Luiks-Brabantse oorlogen en leidde tot de bezetting van de stad door de Luikenaren die tot 1269 zou duren.

## Voorgeschiedenis
Al sinds de vroege middeleeuwen waren de burgers van Maastricht verdeeld in twee nationaliteiten, nativiteiten of familiae genoemd: de familia sancte Marie sanctique Lamberti en de familia sancti Servatii, meestal simpelweg aangeduid als "die van Lambertus" en "die van Servaas", later ook wel Luikse en Brabantse nativiteit genoemd. De tweedeling ging terug op de twee oerparochies waaruit Maastricht ontstaan was: de parochie van Onze-Lieve-Vrouwe rondom de Onze-Lieve-Vrouwekerk en de parochie van Sint-Servaas rondom de Sint-Servaaskerk.
Nadat de zetel van het bisdom in de 8e of 9e eeuw van Maastricht naar Luik was overgeplaatst, behielden de Luikse bisschoppen een zekere macht over de parochianen van de voormalige bisschopskerk, de Onze-Lieve-Vrouwekerk. De Sint-Servaaskerk en de daaraan verbonden abdij (later kapittel van Sint-Servaas) raakten steeds meer onder de invloed van de Rooms-Duitse koningen en keizers. Rond 1200 werd de band tussen de Duitse koning en Maastricht losser, mede door de opkomst van Brabant als regionale macht. De Brabantse hertogen namen vanaf 1204 de plaats in van de Duitse koningen in het Maastrichtse condominium. De Luiks-Brabantse oorlogen (1204-1378), begonnen met het beleg van Maastricht (1204), waren het Luikse antwoord op de Brabantse expansiepolitiek.

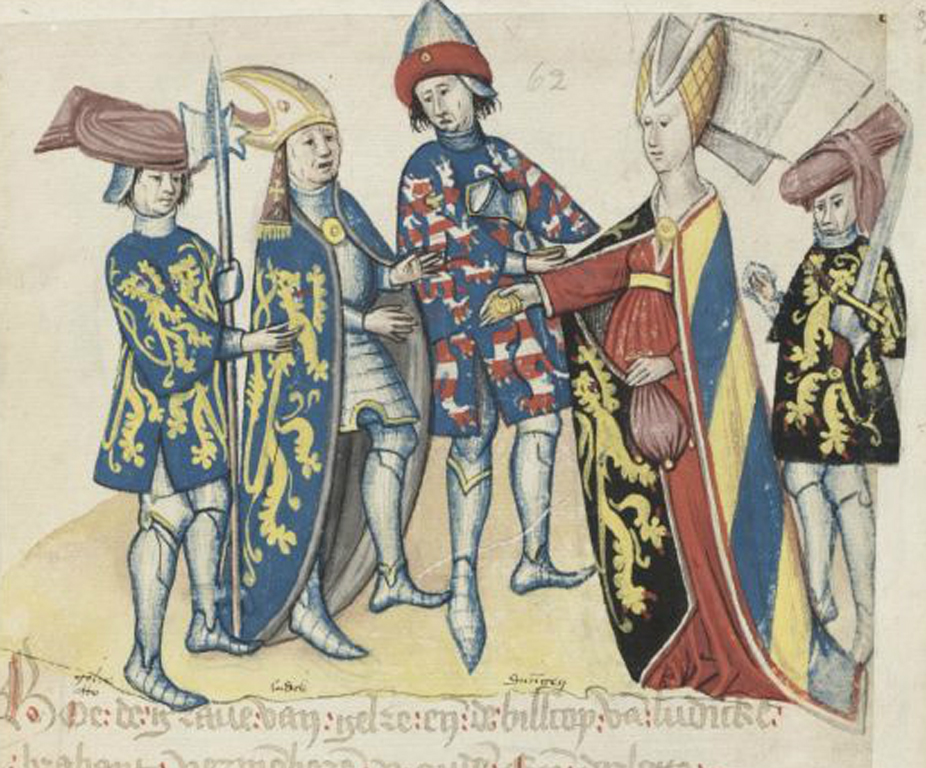
Brabant-Gelders verbond, afgebeeld in de Brabantsche Yeesten (ca. 1267?). Van links naar rechts: Otto II van Gelre, Hendrik III van Gelre, Hendrik I van Hessen, Aleidis van Bourgondië met zoon Jan I van Brabant

Na de dood van Hendrik III van Brabant in 1261, was er in het Maasland een machtsvacuüm ontstaan, omdat de erfopvolger Hendrik IV nog maar tien jaar oud was en bovendien geestelijk onvolwaardig. Zijn moeder, Aleidis van Bourgondië, nam het regentschap waar en wist haar oudste zoon in mei 1267 te overtuigen om troonsafstand te doen ten gunste van zijn broer Jan I, die echter eveneens minderjarig was. De prins-bisschop van Luik, Hendrik III van Gelre, wist van de verwarring in Brabant handig gebruik te maken door zijn pijlen allereerst (in 1266) te richten op Mechelen, waar hij echter weinig succesvol was, en in 1267 op Maastricht, waar de Luikse bisschoppen sinds het weinig succesvolle beleg van 1204 de Brabantse hertogen als medeheren hadden moeten tolereren. Ook voelden de Maastrichtenaren met de Luikse nationaliteit zich al jaren geschoffeerd door de Brabantse meerderheid. Bij het beleg van 1204 was Maastricht een makkelijke prooi geweest voor de Luikenaren, omdat de stad toen slechts beschermd was door aarden wallen met palissaden. In 1267 was de stenen stadsmuur on de linker Maasoever, waarvoor zowel de bisschop als de hertog in 1229 toestemming hadden gegeven, vermoedelijk voltooid. Toch zou deze geen soelaas bieden, omdat de Wycker Maasoever nog grotendeels onversterkt was.

## Het beleg

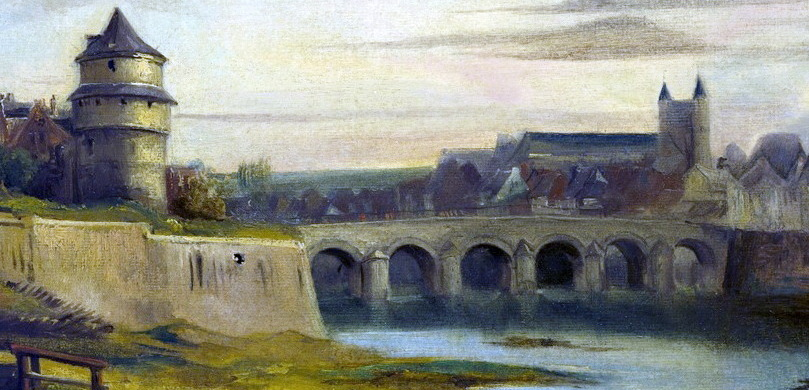
Sint-Servaasbrug met middeleeuwse Wycker Kruittoren, wellicht vergelijkbaar met de in 1267 verwoeste verdedigingstoren (Alexander Schaepkens, 19e eeuw)

Van de hertog van Brabant had Hendrik III in 1267 weinig te vrezen, maar van diens leenman Dirk II van Valkenburg des te meer. Deze ontving een jaarrente van 200 Leuvense ponden uit de brugtol in Maastricht en zou bereid zijn de oude Maasbrug tot het uiterste te verdedigen. Hendrik wist zich gesteund door zijn broer, graaf Otto II van Gelre, bijgenaamd de Lamme. Gezamenlijk slaagden ze erin Maastricht te overmeesteren. Daarbij ondervonden ze inderdaad hevige tegenstand van Dirk van Valkenburg en zijn 300 mannen, die zich hadden teruggetrokken in de verdedigingstoren aan de Wycker kant van de Maasbrug, waar ze de Luiks-Gelderse troepenmacht zo lang mogelijk probeerden tegen te houden. De houten brug werd bij het beleg vernield.
Hendrik wist Maastricht ongeveer twee jaar in bezit te houden. De hertogelijke galg, symbool van de Brabantse hoge rechtspraak, werd omvergeworpen. De reeds gehavende Wycker verdedigingstoren, die in 1248 door hertog Hendrik III van Brabant was gebouwd, werd eveneens gesloopt. Volgens de overlevering verscheepte Hendrik van Gelre de stenen van de toren naar Montfort en bouwde hij daarmee het Kasteel Montfort. De bij het beleg beschadigde Maasbrug, mogelijk nog de oude Romeinse brug, werd hersteld maar stortte enkele jaren later in toen een processie er overheen trok. De oude brug werd daarna vervangen door de huidige Sint-Servaasbrug, iets ten noorden van de Romeinse brug.
Van alle "mannen van de hertog" - waarmee de mannelijke Brabantse Maastrichtenaren werden bedoeld - eiste de Luikse bisschop de eed van trouw. De Brabantse schepenen stuurde hij naar huis. Verder haalde hij op het Vrijthof de Brabantse dingbank en de galg neer, waarmee hij duidelijk maakte dat alleen hij de hoge rechtspraak bezat. Wellicht hing de verwoesting van het naastgelegen Wittevrouwenklooster in 1268 hiermee samen. Over andere vernielingen als gevolg van het beleg en de Luikse bezetting is niets bekend, hoewel aangenomen mag worden dat ook de stadsmuur herstelwerkzaamheden behoefde.

## Gevolgen van het beleg
Na het beleg van 1267 bleef Maastricht twee jaar bezet door de Luikenaren, maar daarna moest de Luikse prins-bisschop de medezeggenschap van de Brabantse hertog in Maastricht opnieuw accepteren. In 1284 werd de tweeherigheid van Maastricht vastgelegd in een constitutioneel verdrag, de Alde Caerte, in 1356 aangevuld met de Doghter Caerte. Het Luiks-Brabantse condominium bleef tot 1632 ongewijzigd voortbestaan, ook nadat in 1430 de Bourgondische hertogen en in de 16e eeuw de Spaanse koningen de plaats innamen van de Brabantse hertogen. Na de inname van Maastricht door Frederik Hendrik in 1632 traden de Staten-Generaal van de Republiek der Zeven Verenigde Nederlanden in de rechten van de hertogen van Brabant, totdat in 1794 de verovering van Maastricht door de Franse revolutionaire legers definitief een einde maakte aan de tweeherigheid.
In 1269 moest Hendrik III de bezetting van Maastricht opgeven, omdat de burgers van Luik en andere Goede Steden zich tegen hem keerden en de door hem gebouwde dwangburcht Sint-Walburgis verwoestten. In 1274 werd hij door paus Gregorius X en het Tweede concilie van Lyon afgezet vanwege zijn met het bisschopsambt onverenigbare bandeloze leefwijze. Hij eindigde zijn leven als roofridder aan de voet van het kasteel van Franchimont.
Dirk II van Valkenburg moest, na zijn mislukte verdediging van Maastricht, in 1268 een nieuwe nederlaag incasseren, waarbij hij ditmaal zelf het leven liet. In een poging zijn gevangengenomen broer Engelbert II van Valkenburg, aartsbisschop van Keulen, te bevrijden, sneuvelde hij voor de poorten van Keulen.

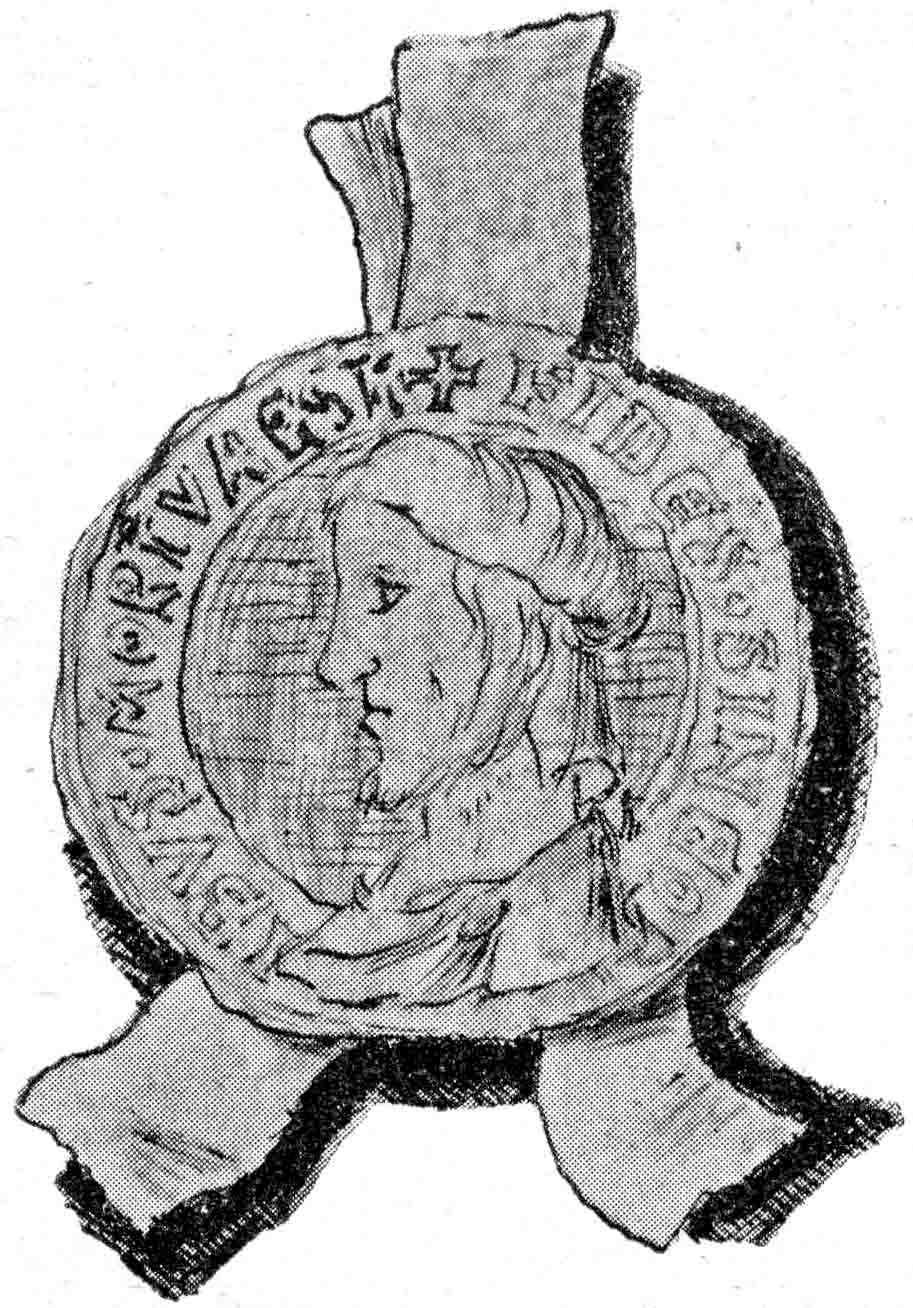
Zegel van bisschop Hendrik van Gelder, bevelvoerder van de Luikse troepen
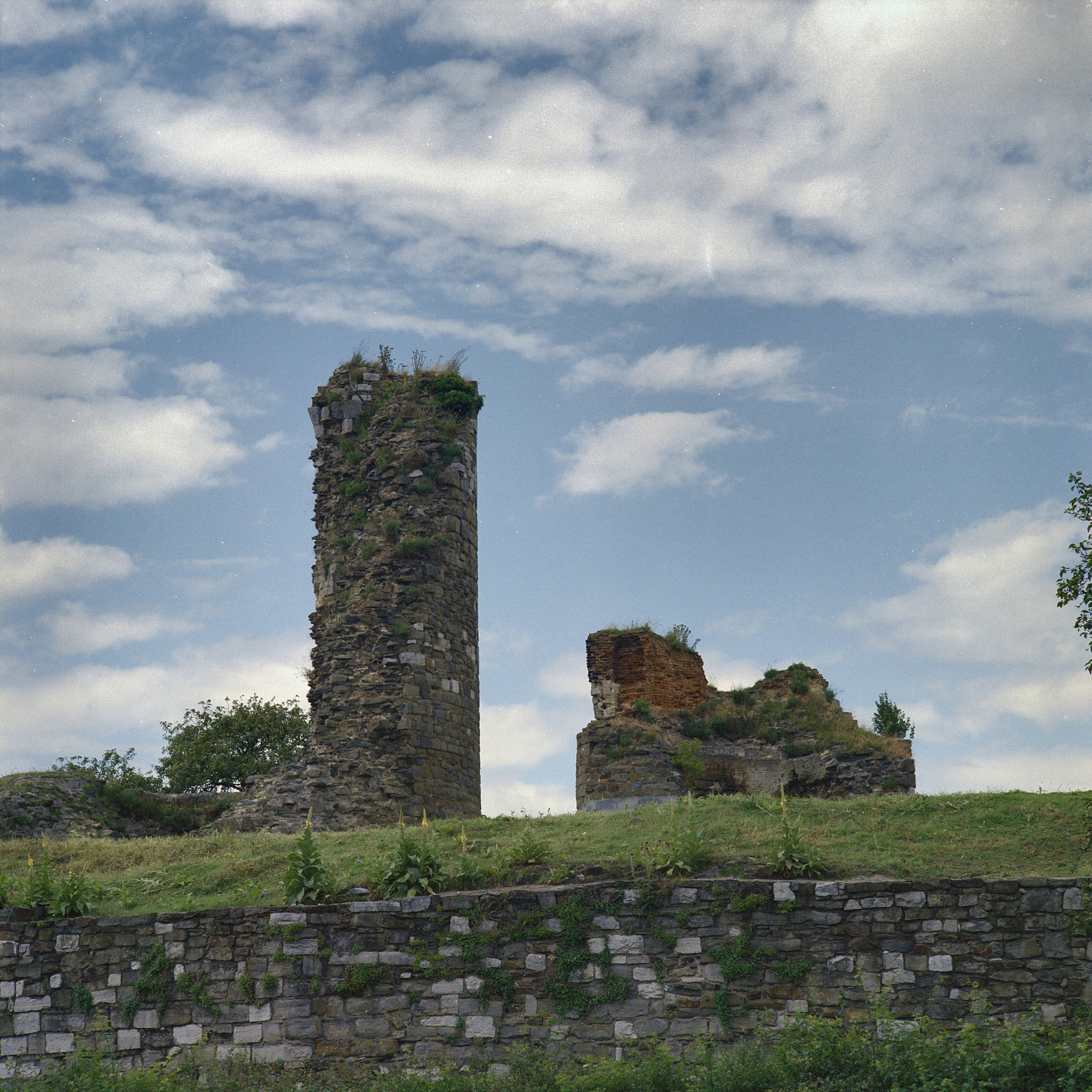
Ruïne Kasteel Montfort, gebouwd met de stenen van de Wycker verdedigingstoren
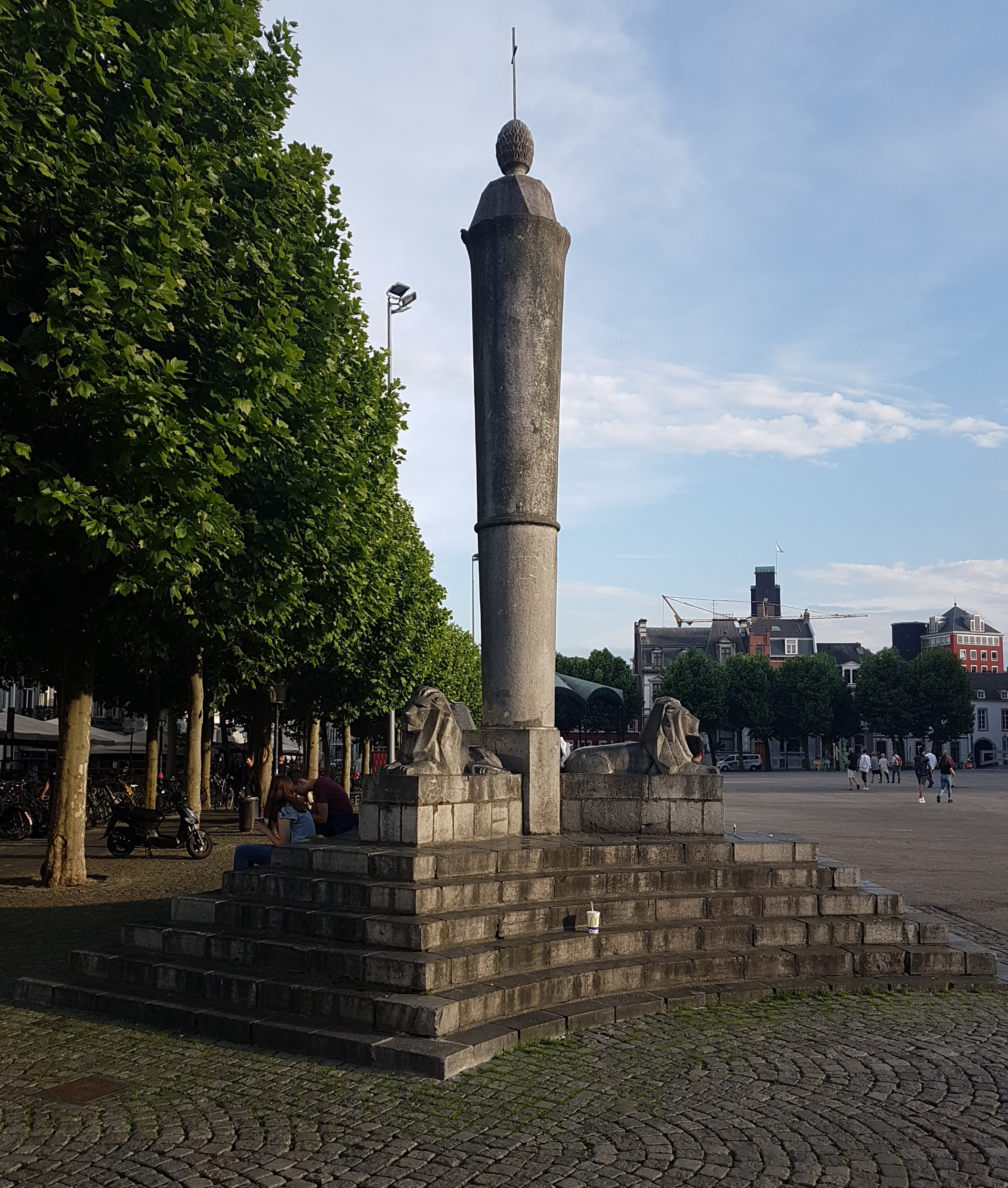
De perroen op het Vrijthof, symbool van de Luikse rechten in Maastricht